# AKB48
Le AKB48 sono un gruppo musicale giapponese di idol femminili creato nel 2005 dal paroliere e produttore discografico Yasushi Akimoto. Le AKB48 prendono il nome da Akihabara, il quartiere di Chiyoda (Tōkyō) in cui si trova il teatro proprio del gruppo e dove si esibisce quotidianamente.
Le AKB48 detengono il Guinness dei primati per essere il più numeroso gruppo pop del mondo, essendo nel 2015 composto da più di 130 ragazze divise in vari team.
Le AKB48 sono molto popolari in Giappone: al 2015 il gruppo ha venduto oltre 41 milioni di dischi, fra singoli (36 milioni) e album (5 milioni). Gli ultimi trentacinque singoli consecutivi del gruppo sono stati al numero uno nella classifica settimanale Oricon, con gli ultimi trenta ad aver venduto almeno 1 milione di copie. Le AKB48 sono inoltre le maggiori artiste musicali in termini di singoli venduti in Giappone; il singolo di maggior successo commerciale del gruppo, Teacher Teacher, ha venduto oltre 3 milioni di copie.

## Concetto

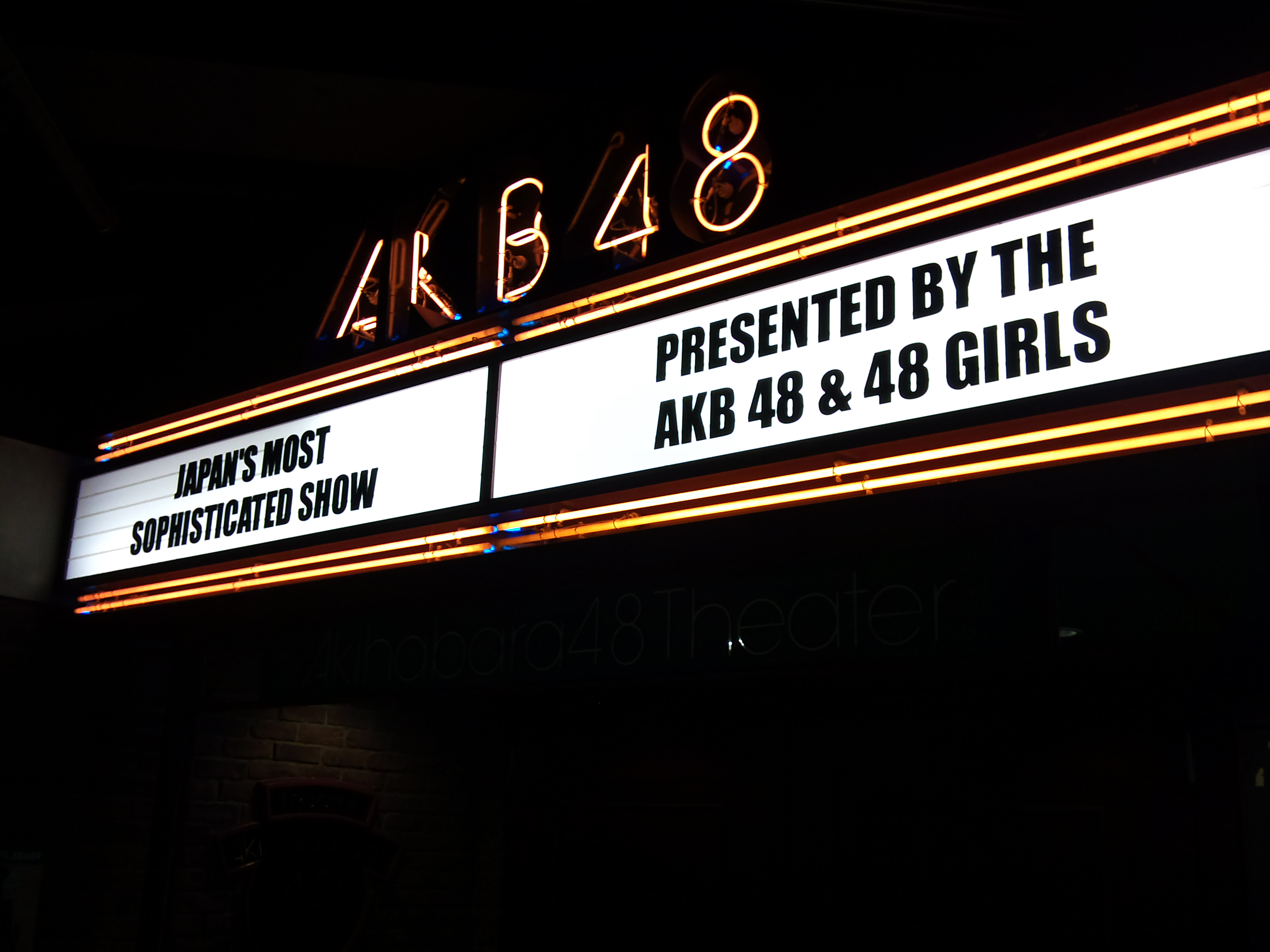
Insegna dell'AKB48 Theatre ad Akihabara, Tokyo

Il concetto su cui si fonda il gruppo delle AKB48 è incentrato sulla possibilità di «incontrare vere idol ogni giorno». Il produttore e ideatore del gruppo Yasushi Akimoto decise di creare un gruppo idol che, a differenza dei normali gruppi idol che prediligono le esibizioni in televisione piuttosto che quelle dal vivo, avesse un proprio luogo in cui esibirsi giornalmente. L'"AKB48 Theatre", dove le ragazze si esibiscono, è situato ad Akihabara, Tokyo.
I membri delle AKB48 sono suddivisi in diversi "team" (チーム?, chīmu) in modo che essi possano esibirsi in diversi Paesi e città contemporaneamente. Inizialmente i team erano composti ciascuno da 16 membri (メンバー?, menbā) in modo da raggiungere il numero di 48 membri totali, ma col passare degli anni il loro numero è stato soggetto a frequenti cambiamenti.
Le componenti delle AKB48 sono ragazze di età compresa tra la prima adolescenza e i 25 anni circa, scelte tramite audizioni che si svolgono in Giappone a cadenza irregolare. Una delle regole per poter rimanere all'interno del gruppo è il divieto di frequentare persone del sesso opposto, in modo da non disilludere i fan. Nel caso un membro del gruppo infranga tale regola rischia una punizione o l'espulsione dal gruppo stesso. La formazione inoltre cambia spesso per via della presenza del sistema denominato graduation (卒業?, sotsugyō, in italiano "conseguimento del diploma"), per il quale un membro, una volta raggiunta una certa età o avendo raggiunto i propri obiettivi, abbandona il gruppo venendo sostituito da una kenkyūsei (研究生? "apprendista"), le quali imparano le canzoni e le coreografie dei membri titolari in modo da essere sempre disponibili per un'eventuale sostituzione. Oltre a cantare e a esibirsi in teatro, le componenti delle AKB48 partecipano a show e varietà televisivi, partecipano in qualità di attrici in dorama e film e sono fortemente pubblicizzate dai mass media giapponesi. Il gruppo inoltre tiene regolarmente degli eventi denominati handshake event (握手会?, akushu-kai), durante i quali i fan hanno la possibilità di incontrare e stringere la mano alla propria beniamina.

### Sister group
| AKB48 SDN48 SKE48 NMB48 HKT48 NGT48 STU48 | AKB48 JKT48 BNK48 MNL48 TPE48 |

Il concetto delle AKB48 è stato applicato anche ad altre città del Giappone e del resto dell'Asia, attraverso la creazione dei cosiddetti sister group (姉妹グループ?, shimai gurūpu), i quali si esibiscono a loro volta nei propri teatri e saltuariamente con le stesse AKB48; quando ciò accade l'intero gruppo viene identificato con l'appellativo di "48 Group" o "AKB48 Group".
In Giappone vi sono le SKE48 (Sakae, Nagoya), le NMB48 (Namba, Osaka), le HKT48 (Hakata, Fukuoka), le NGT48 (Niigata), le STU48 (Setouchi e zona costiera del Mare interno di Seto), oltre alle SDN48, gruppo attivo dal 2010 al 2012 e costituito da ragazze dall'immagine più matura. Nel resto dell'Asia il primo gruppo a vedere la luce furono le JKT48 (Giacarta), seguite dalle BNK48 (Bangkok), le MNL48 (Manila) e le TPE48 (Taipei), le quali devono ancora debuttare ufficialmente. In origine vi erano anche le SHN48 (Shanghai), ma la produzione delle AKB48 sospese ogni tipo di collaborazione a partire dal 9 giugno 2016, e da allora il gruppo cinese agisce in completa autonomia dal gruppo principale.
Vi è anche la possibilità che un membro faccia parte di due diversi gruppi contemporaneamente  (兼任?, kennin) o che questo venga trasferito permanentemente da un gruppo a un altro. In aggiunta ai sister group le AKB48 hanno inoltre due "gruppi rivali", le Nogizaka46 e il suo relativo sister group, le Sakurazaka46.

### Elezioni e torneo di morra cinese
Un'altra idea legata al progetto, e posta in essere per la prima volta nel 2009, è quella delle "elezioni" (選抜総選挙?, senbatsu sōsenkyo) con i quali i fan del gruppo eleggono i membri delle AKB48 che partecipano alla registrazione del singolo successivo. I fan hanno la possibilità di eleggere la propria idol preferita attraverso l'acquisto dell'ultimo singolo (il cosiddetto election single) o, in alternativa, attraverso i prodotti dell'app mobile del gruppo o tramite sottoscrizione al fan club. I membri che raggiungono il maggior numero di voti ricevono grande esposizione mediatica, mentre la vincitrice diventa la frontwoman o center (センター?, sentā) del gruppo durante le esibizioni dal vivo del singolo in uscita. Rino Sashihara è la componente del gruppo che detiene il numero maggiore di vittorie nella storia delle elezioni, con quattro trionfi.
Nel 2010, è stato lanciato un nuovo sistema di selezione: le ragazze competono fra loro in un torneo di morra cinese per partecipare alla registrazione di un singolo. Mayumi Uchida ha vinto il primo torneo partecipando così al singolo Chance no junban come center.

## Storia

### 2005-2007: prime audizioni e formazione dei team

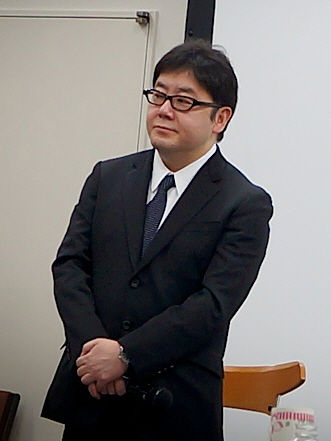
Yasushi Akimoto, ideatore, produttore e paroliere delle AKB48

Nel luglio 2005 il produttore Yasushi Akimoto tenne le prime audizioni per la formazione di un gruppo idol femminile con base ad Akihabara, Tokyo. Alla prima audizione parteciparono circa 8.000 ragazze delle quali 20 sarebbero andate a formare il Team A. L'8 dicembre quest'ultimo si esibì per la prima volta all'AKB48 Theatre davanti a un pubblico pagante di sole sette persone. Nel gennaio 2006 Mariko Shinoda, cameriera del bar ufficiale delle AKB48, si unì al gruppo grazie alla sua grande popolarità tra i clienti abituali del bar, che convinse Akimoto a concederle un'audizione speciale.
La seconda audizione, nel febbraio 2006, fu organizzata in collaborazione con la compagnia di telecomunicazioni NTT docomo. A essa parteciparono inviando tramite telefono cellulare il proprio provino circa 12.000 aspiranti idol, delle quali 18 vennero scelte per formare il Team K. Nello stesso mese la AKB48 debuttarono sotto un'etichetta indipendente col singolo Sakura no hanabiratachi. Il disco entrò nella top ten della Oricon vendendo 22.011 nella prima settimana, un discreto risultato per una pubblicazione di una casa discografica indipendente. Il 31 marzo Yuki Usami fu la prima componente a lasciare il gruppo. Il 7 giugno il gruppo pubblicò il secondo singolo dal titolo Skirt, hirari, e in agosto firmò un contratto con la major DefStar Records, sotto-etichetta della Sony Music Japan.
La terza audizione si tenne nell'ottobre del 2006. Tra le 13.000 ragazze che vi parteciparono ne furono scelte 13 che trovarono posto nel nuovo Team B, che venne creato nel dicembre dello stesso anno. In questo periodo Akimoto accarezzò l'idea di riorganizzare il gruppo in due team chiamati "Baragumi" e "Yurigumi", ma il progetto venne presto accantonato.
Il primo singolo sotto la DefStar, Aitakatta, fu pubblicato il 25 ottobre. Il brano fu inciso da 21 componenti scelti tra il Team A e il Team K, ed eseguito per la prima volta durante un programma televisivo in occasione della 58ª edizione del Kōhaku uta gassen.

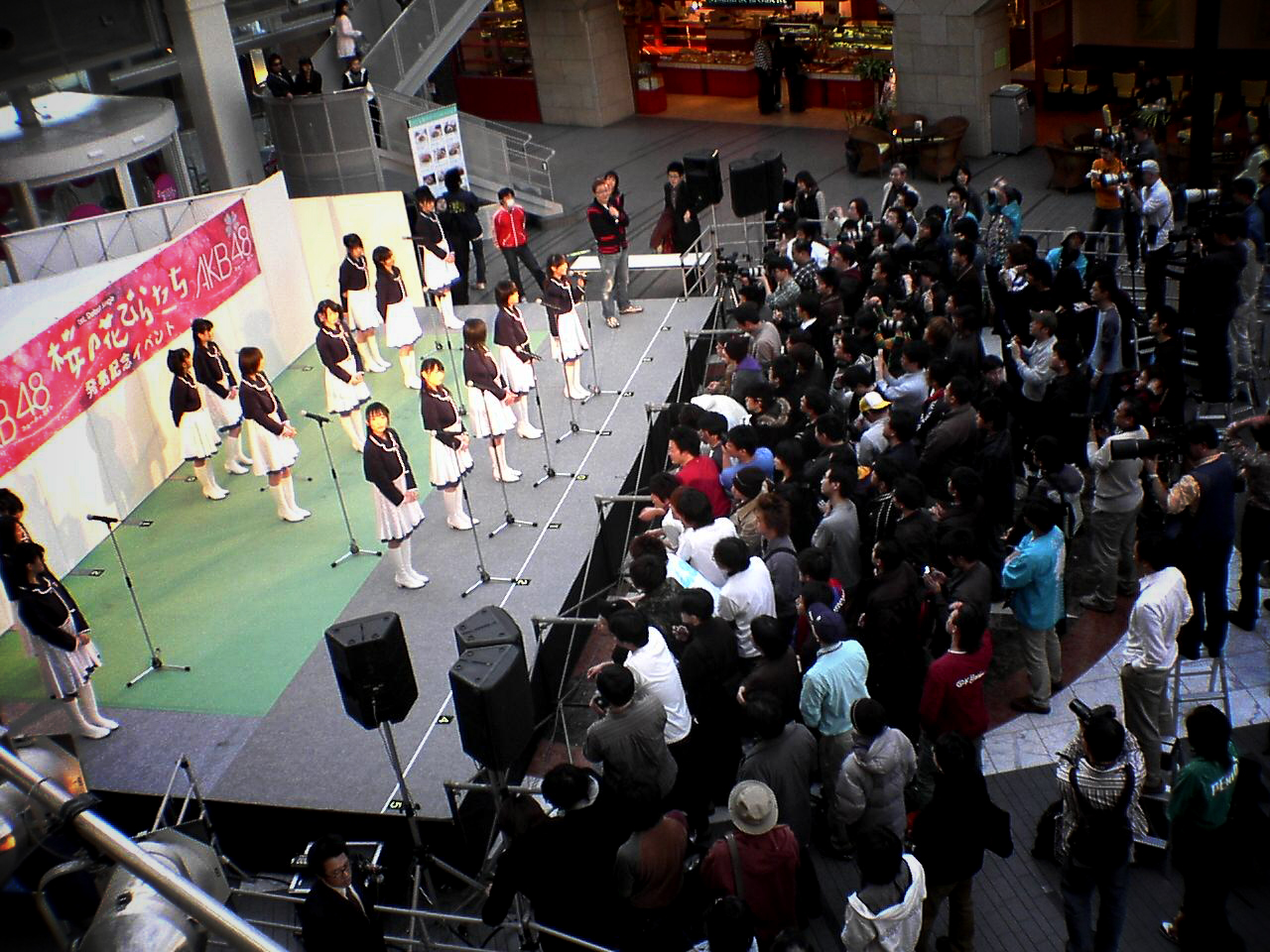
Le AKB48 durante la promozione del singolo Sakura no hanabiratachi nel 2006

Il secondo singolo con la DefStar (il quarto in assoluto), Seifuku ga jama o suru, fu pubblicato il 31 gennaio 2007, debuttando al settimo posto della classifica Oricon. Il suo testo e video musicale avevano come tema il fenomeno sociale enjo kōsai e per questo motivo ricevette numerose critiche negative in quanto argomento considerato non adatto a delle adolescenti. Anche il singolo successivo, Keibetsu shiteita aijō, era incentrato su un altro fenomeno sociale molto diffuso in Giappone, il bullismo. Il 10 marzo il gruppo iniziò il primo tour nazionale e nei mesi successivi vennero pubblicati altri tre singoli: Bingo!, Boku no taiyō e Yūhi o miteiru ka?. Nel frattempo alcuni membri quali Yūko Ōshima, Sayaka Akimoto, Atsuko Maeda e Haruna Kojima furono impegnati nelle riprese del film Densen uta.

### 2008-2010:Set List: Greatest Songs 2006-2007eKamikyokutachi
Il 1º gennaio 2008 uscì nei negozi il primo album in studio del gruppo, Set List: Greatest Songs 2006-2007, una raccolta dei singoli fino allora pubblicati più alcuni brani eseguiti nei live in teatro. L'album vendette circa 27.000 copie. Questo anticipò l'uscita del settimo singolo, Romance, irane, pubblicato il 23 gennaio. Il 27 febbraio le AKB48 pubblicarono il loro ottavo singolo, Sakura no hanabiratachi 2008, reinterpretazione del singolo di debutto. All'incisione di questa nuova versione parteciparono 10 ragazze del Team A, 6 del Team K e 5 del Team B. Il singolo conteneva in omaggio un poster facente parte di una serie di 44 diversi, che avrebbero dato l'opportunità a chi fosse riuscito a collezionarli tutti di partecipare a un evento speciale. Tuttavia la promozione fu cancellata dalla DefStar in quanto in conflitto con la legge antitrust.
Nel giugno 2008 Akimoto annunciò la creazione di un sister group con sede a Sakae, quartiere di Nagoya, che prese il nome di SKE48. Una delle ragazze del nuovo gruppo, Jurina Matsui, prese parte al singolo Ōgoe diamond come center, posando inoltre per la copertina del disco. Questo fu anche il primo singolo che le AKB48 registrano con la nuova casa discografica, la "You, Be Cool!" della King Records. Debuttò al numero tre della classifica Oricon, vendendo circa 65.000 copie.

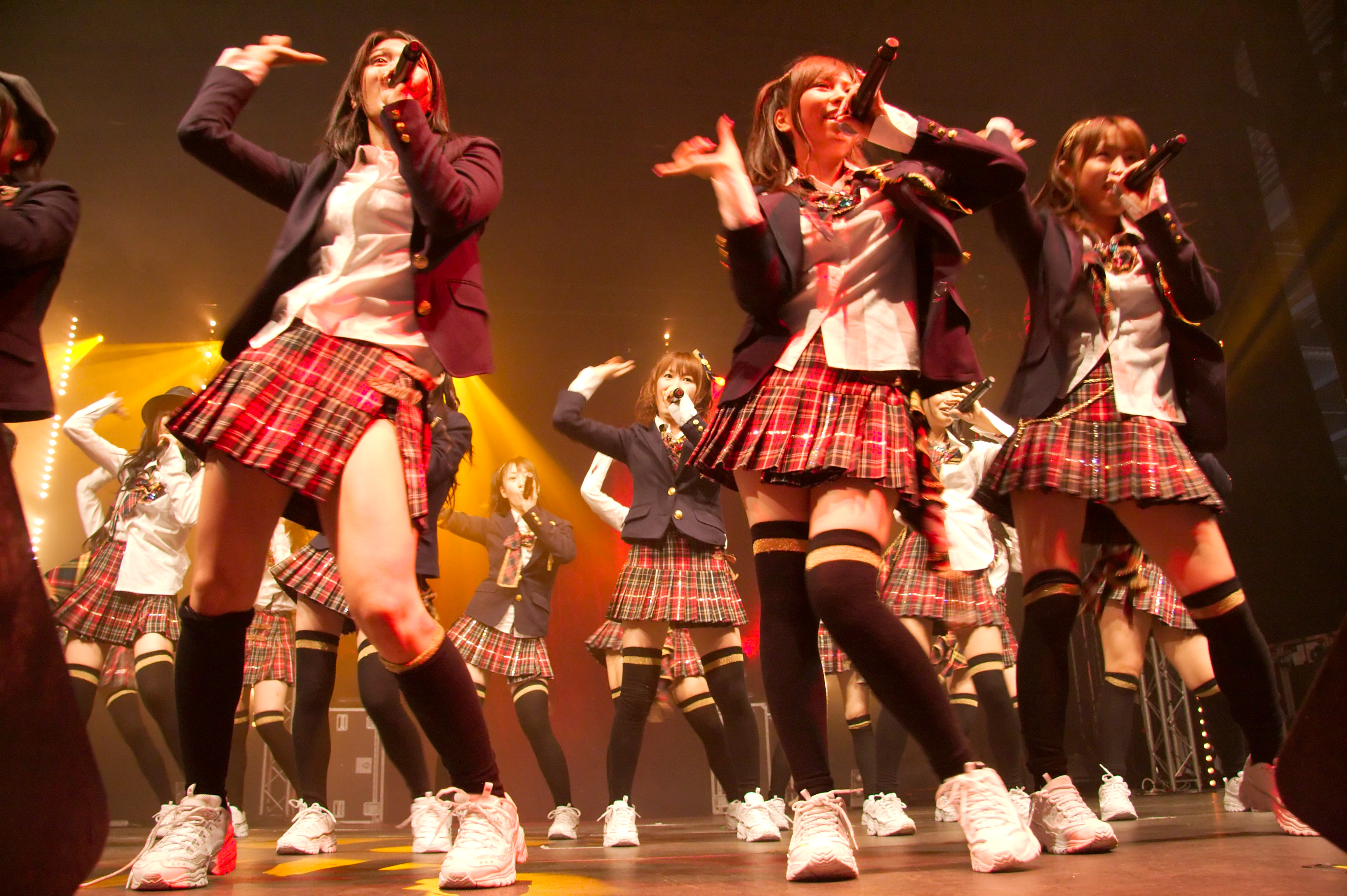
Le AKB48 si esibiscono in Francia al Japan Expo 2009

Alcuni mesi prima, in agosto, Ayaka Kikuchi era stata la prima componente a essere licenziata dal gruppo, a causa di alcune foto diffuse in internet che la ritraevano insieme al suo fidanzato. Kikuchi sarebbe stata riammessa nel gruppo nel 2010, tramite un'altra audizione.
Il 4 marzo 2009 uscì il singolo 10nen zakura e il 24 giugno Namida surprise!. Quest'ultimo conteneva al suo interno un biglietto per un handshake event e una scheda per il voto per l'elezione dei componenti che avrebbero preso parte al singolo successivo. La più votata risultò essere Atsuko Maeda, seguita da Yūko Ōshima e Mariko Shinoda. Il singolo vendette circa 134.000 copie e fu il primo singolo delle AKB48 a essere certificato disco d'oro dalla Recording Industry Association of Japan. Nell'ottobre seguente altri due singoli, 10nen Zakura e Iiwake Maybe, ottennero lo stesso riconoscimento. Iiwake Maybe, pubblicato il 26 agosto, fu il primo singolo le cui partecipanti furono scelte tramite le elezioni. Esordì al primo posto della classifica Oricon giornaliera e al secondo di quella settimanale. Il singolo successivo, River, fu il primo a raggiungere la vetta della classifica Oricon settimanale, vendendo 179.000 copie la prima settimana.

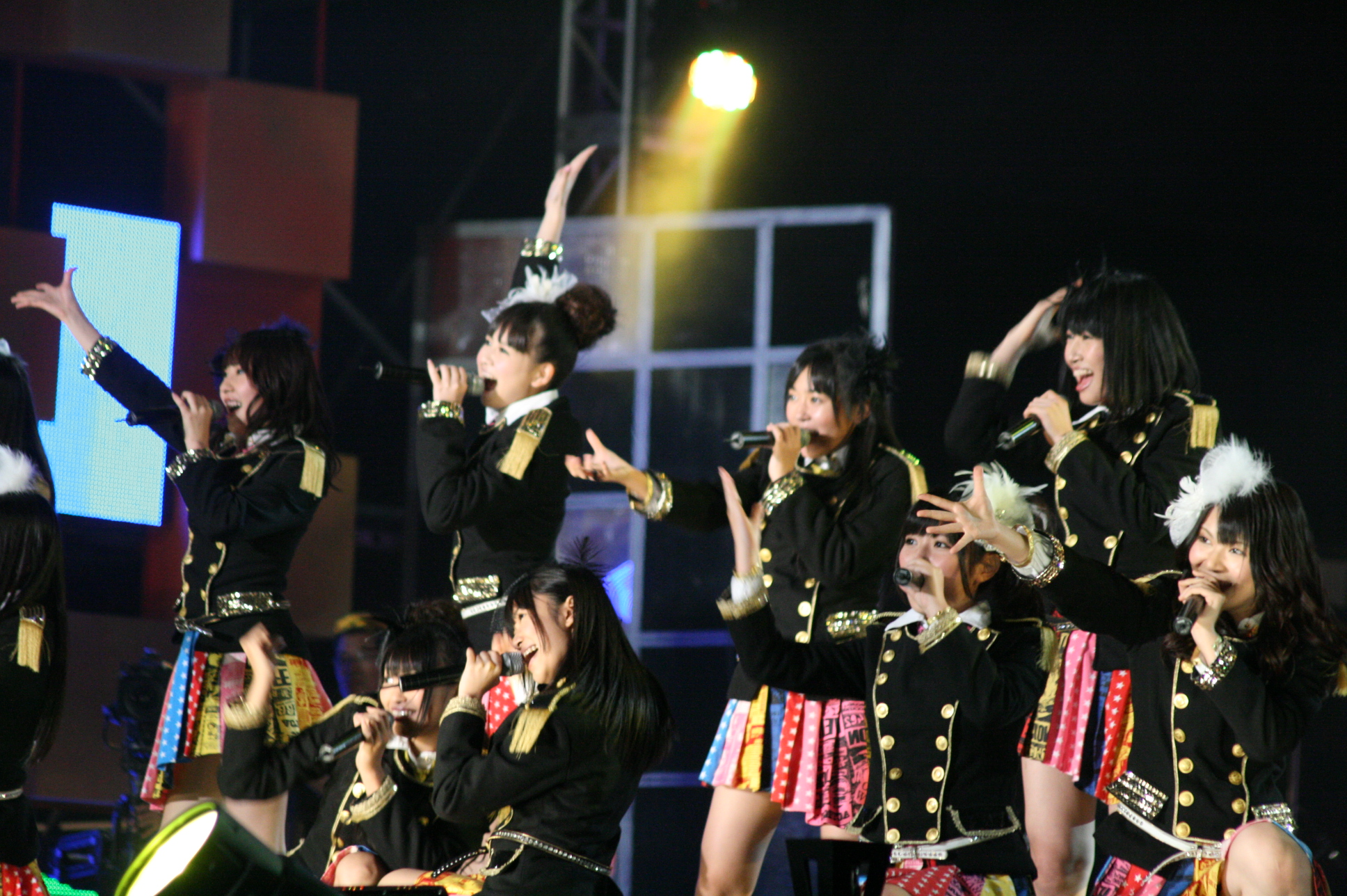
Le AKB48 durante l'esibizione all'Asia Song Festival di Seul nel 2010

In luglio il Team A delle AKB48 fu invitato a partecipare al Japan Expo, convention sulla cultura giapponese che si tiene ogni anno in Francia. In settembre l'intero gruppo si recò invece negli Stati Uniti, dove tenne un concerto al Webster Hall di New York, per poi tornare nello Stato transalpino il mese successivo, in occasione del MIPCOM (Marché international des programmes pour la télévision) di Cannes.
Il 17 febbraio 2010 fu pubblicato il singolo Sakura no shiori che anticipò l'uscita del loro secondo album in studio Kamikyokutachi, il quale debuttò al primo posto della classifica Oricon, venendo certificato doppio disco di platino grazie alle sue 500.000 copie vendute. Il sedicesimo singolo, Ponytail to shushu, uscito il 26 marzo, superò le vendite del singolo precedente con 400.000 copie vendute il primo giorno e circa 513.000 nella prima settimana. Acquistando il singolo i fan avevano la possibilità di votare la propria idol preferita e scegliere le partecipanti al singolo successivo. Quest'ultimo, Heavy Rotation, uscì nei negozi il 18 agosto e il risultato delle elezioni determinò le partecipanti al singolo. Yūkō Ōshima ricevette il maggior numero di voti, guadagnando così il ruolo di center. Alle sue spalle si piazzarono Atsuko Maeda, vincitrice della precedente edizione, e Mariko Shinoda. Il disco fu certificato triplo disco di platino nell'ottobre seguente, mentre il video musicale del brano, ad opera di Mika Ninagawa, raggiunse le cento milioni di visualizzazioni su YouTube nel febbraio 2014.
A luglio le AKB48 avevano partecipato all'Anime Expo, la più grande convention sugli anime degli Stati Uniti, esibendosi al Nokia Theatre di Los Angeles,
mentre il 23 ottobre rappresentarono il Giappone alla 7ª edizione dell'Asia Song Festival, evento patrocinato dalla Korea Foundation for International Culture Exchange, esibendosi insieme ad altri artisti asiatici allo stadio olimpico di Seul. Il 27 ottobre il gruppo pubblicò il diciottesimo singolo, Beginner, che nella prima settimana vendette 826.989 copie, fino a quel momento il miglior risultato di sempre per un singolo pubblicato da un gruppo idol. Lo stesso giorno fu annunciato che Mayu Watanabe avrebbe posato per la foto in copertina del numero di dicembre della rivista UP to boy insieme a Airi Suzuki, membro delle Cute. Fu la prima collaborazione tra Hello! Project e AKB48.

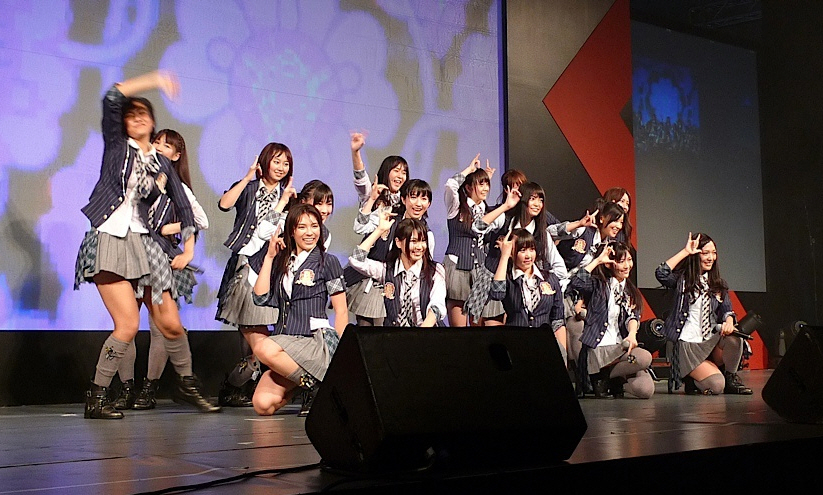
Le AKB48 si esibiscono a Singapore in occasione dell'Anime Festival Asia X, nel novembre 2010

Le partecipanti al diciannovesimo singolo, Chance no junban, furono scelte attraverso un torneo di morra cinese svoltosi al Nippon Budokan di Tokyo il 21 settembre. La vincitrice fu Mayumi Uchida, che partecipò quindi al singolo in qualità di center.
Il 2010 si chiuse con le AKB48 impegnate in numerosi eventi al di fuori del Giappone. Il 20 novembre una rappresentativa di 12 membri si esibì al Japanese Pop Culture Festival di Mosca, in Russia. Le AKB48 si recarono inoltre a Singapore dove parteciparono all'Anime Festival Asia X esibendosi al Cool Japan Forum oltre a prendere parte alla Singapore Toy Games & Comics Convention.
Nel frattempo a Namba, quartiere di Osaka, era nato il secondo sister group delle AKB48, le NMB48, le cui attività iniziarono ufficialmente il 9 ottobre 2010.

### 2011-2012:Koko ni ita kotoe1830m
Il primo singolo del 2011, Sakura no ki ni narō, vendette circa 655.000 copie nel suo primo giorno di uscita battendo il record fino ad allora detenuto da Beginner. Nella prima settimana il disco raggiunse le 942.479 copie vendute, miglior risultato del gruppo e in Giappone in undici anni. L'uscita del terzo album Koko ni ita koto, inizialmente prevista per il 6 aprile, venne posticipata all'8 giugno successivo a causa del terremoto e maremoto del Tōhoku. Parte dei ricavi furono devoluti in beneficenza in favore delle vittime del disastro e da allora, sia la produzione che gli stessi membri delle AKB48, sono impegnati in attività benefiche che continuano tuttora.
In maggio videro la luce il sister group delle HKT48, la cui sede si trova alla Hawks Town Mall di Fukuoka, e il primo teatro delle AKB48 al di fuori del Giappone, a Singapore. Nello stesso periodo le AKB48 pubblicarono il singolo Everyday, Katyusha, che dava la possibilità di voto nelle imminenti elezioni. Il disco vendette 942.475 copie nel primo giorno e 1.333.969 nella prima settimana. Grazie a questi risultati il gruppo si classificò al primo posto della classifica degli album venduti e al primo e al secondo posto di quella dei singoli per quanto riguarda la prima metà del 2011. Il merchandising relativo fruttò inoltre un guadagno di 6,66 miliardi di yen. Alle elezioni trionfò Atsuko Maeda, che occupò la posizione di center per il singolo Flying Get. Il disco divenne il quarto singolo del gruppo a vendere più di un milione di copie nella prima settimana.
In giugno venne creato il Team 4, al quale presero parte le componenti dell'allora "Team kenkyūsei", che in questo modo divennero effettivi membri del gruppo. Sempre in giugno Akimoto tornò a collaborare con Sony Music Japan per la creazione di quello che sarebbe stato identificato come il "gruppo rivale" delle AKB48, le Nogizaka46. In settembre fu invece la volta delle JKT48, sister group con sede a Giacarta, in Indonesia.
Seguirono i singoli Kaze wa fuiteiru e Ue kara Mariko, i quali raggiunsero anch'essi il milione di copie venduto nella prima settimana. Alla fine del 2011 le AKB48 risultarono prime in sette classifiche redatte dalla Oricon: guadagni totali per artista, numero di singoli venduti, guadagni ricavati dalla vendita di singoli, guadagni totali per artista per quanto riguarda i soli singoli, numero di DVD/BD venduti, guadagni totali per un solo DVD/BD e guadagni totali per artista per quanto riguarda i DVD/BD. Nel gennaio del 2012 le AKB48 avevano venduto 11.787.000 singoli, battendo così il record detenuto dalle Morning Musume per quanto riguarda i girl group. Si aggiudicarono inoltre il Japan Record Award per il brano Flying Get.
Nel febbraio 2012 uscì Give Me Five!, per il quale ciascuna delle componenti scelte per il singolo si cimentò nello suonare uno strumento musicale. Il singolo successivo fu invece Manatsu no Sounds Good!, valido come strumento di voto per le elezioni della formazione del singolo Gingham Check. Yūko Ōshima si piazzò nuovamente prima, precedendo Mayu Watanabe e Yuki Kashiwagi. Nel frattempo, durante il concerto delle AKB48 alla Saitama Super Arena del 25 marzo, Atsuko Maeda aveva manifestato la volontà di lasciare il gruppo, cosa che avvenne durante la serie di tre concerti tenutasi al Tokyo Dome, dal 24 al 26 agosto. L'evento fu caratterizzato da una richiesta di 229.096 biglietti, mentre la cerimonia d'addio tenuta in suo onore all'AKB48 Theatre attirò nelle strade di Akihabara centinaia di fan. L'esibizione in teatro venne altresì trasmessa in diretta online su YouTube.
Il 23 aprile fu annunciata la formazione delle SNH48, sister group con sede a Shanghai, in Cina. A ciò seguì l'uscita del quarto album 1830m e una completa riorganizzazione dei team del gruppo. Il Team 4 venne sciolto, con i rispettivi membri trasferiti nei restanti tre team. Aki Takajō e Haruka Nakagawa vennero trasferite alle JKT48, Sae Miyazawa e Mariya Suzuki alle SNH48 e Aika Ōta alle HKT48, dove ritrovò Rino Sashihara, retrocessa di grado a causa del suo coinvolgimento in uno scandalo per delle foto che la ritraevano in compagnia del suo ex fidanzato. Minami Takahashi fu inoltre nominata general manger delle AKB48 e di tutti i sister group.
Nell'ultima parte del 2012 il gruppo pubblicò i singoli Uza, Eien pressure e il brano Sugar Rush, facente parte della colonna sonora del film d'animazione digitale Ralph Spaccatutto. A fine anno le AKB48 vinsero il secondo Japan Record Award consecutivo per il brano Manatsu no Sounds Good!, dominando la classifica dei guadagni ricavati dalle vendite degli album con 19,098 miliardi di yen.

### 2013-2015:Tsugi no ashiato,Koko ga Rhodes da, koko de tobe!e0 to 1 no aida
All'inizio del 2013 le AKB48 tennero una serie di concerti al Nippon Budokan e al Nissan Stadium, diventando le prime artiste femminili a esibirsi presso quest'ultimo. Nello stesso periodo membri di lunga data quali Tomomi Itano, Tomomi Kasai e Sayaka Akimoto lasciarono il gruppo, mentre i team subirono un ulteriore riassetto. Il singolo Sayonara crawl vendette più di 1,9 milioni di copie nel suo primo mese, battendo il record di singolo di un gruppo femminile più venduto detenuto dalle Speed, che raggiunsero gli 1,85 milioni di copie vendute con White Love nel 1997. Alle successive elezioni vinse Rino Sashihara, che si aggiudicò la posizione di center per il singolo Koisuru fortune cookie. Si trattò altresì dell'ultimo singolo di Mariko Shinoda con le AKB48.
In agosto il Team 4 venne riformato e Minami Minegishi, che in precedenza era stata declassata a kenkyūsei a causa di uno scandalo, ne fu nominata capitano. L'uscita dei singoli Heart ereki e Suzukake no ki no michi de "Kimi no hohoemi o yume ni miru" chiuse il 2013, il quale vide le AKB48 al secondo posto della classifica dei guadagni ricavati dalle vendite degli album con 13,245 miliardi di yen.
Il 22 gennaio 2014 il gruppo pubblicò il suo quinto album dal titolo Tsugi no ashiato, che si classificò al primo posto della classifica Oricon con 962.000 copie vendute nella prima settimana. Il singolo successivo, Mae shika mukanee, fu l'ultimo singolo di Yūko Ōshima con le AKB48, che aveva annunciato la sua imminente graduation dal gruppo durante la 64ª edizione del Kōhaku uta gassen.
Nello stesso periodo fu annunciata la formazione di un quinto team, il Team 8, composto da quarantasette membri provenienti da ciascuna prefettura giapponese e accompagnato da una nuova idea di base. In agosto prese via un altro progetto organizzato in collaborazione con il sito di ricerca lavoro Baitoru, grazie al quale 53 ragazze firmarono un contratto a tempo determinato della durata di alcuni mesi, partecipando alle varie attività legate alle AKB48. Akimoto organizzò inoltre un'audizione speciale a cui avrebbero potuto partecipare donne con età superiore ai trent'anni: la vincitrice risultò essere la trentasettenne Mariko Tsukamoto, che si aggiudicò la possibilità di incidere un brano con il gruppo e di girare uno spot per la Glico.
Il 25 maggio Rina Kawaei, Anna Iriyama e un membro dello staff furono aggrediti da un uomo armato di seghetto durante un handshake event a Takizawa, nella prefettura di Iwate. Il sospetto, che poi si scoprirà non avere particolare interesse nel gruppo, venne arrestato con l'accusa di tentato omicidio, mentre i tre vennero ricoverati con ferite da taglio alle mani e alla testa. La produzione sospese temporaneamente tutte le attività del gruppo, e furono introdotti maggiori controlli e misure di sicurezza, sia durante gli eventi sia all'interno dei teatri. L'anno seguente la Kawaei decise di abbandonare il gruppo per proseguire la carriera come attrice. Sulla sua decisione pesò il lungo periodo passato lontano dalle attività, conseguenza dell'incidente occorsole.
L'uscita del singolo Labrador Retriever anticipò la 6ª edizione delle elezioni, le quali videro trionfare Mayu Watanabe, che quindi venne designata center per il singolo Kokoro no placard. In dicembre Minami Takahashi annunciò la sua graduation dal gruppo, prevista inizialmente per l'anno seguente in occasione del decimo anniversario delle AKB48 e poi posticipata al marzo successivo. Nell'occasione Yui Yokoyama venne nominata nuova general manager. A fine anno il gruppo risultò essere al secondo posto nella classifica dei guadagni ricavati dalle vendite degli album con 13,075 miliardi di yen.
Il 21 gennaio 2015 uscì il sesto album in studio, Koko ga Rhodes da, koko de tobe!. Seguirono i singoli Green Flash, Bokutachi wa tatakawanai e Halloween Night, quest'ultimo avente come center Rino Sashihara, vincitrice della 7ª edizione delle elezioni.
In maggio una piccola rappresentanza del gruppo tornò a esibirsi a New York a distanza di sei anni, nell'ambito della convention sulla cultura giapponese nota come Japan Day. Il 18 novembre uscì il settimo album del gruppo, 0 to 1 no aida, seguito dal singolo Kuchibiru ni Be My Baby. Quest'ultimo vendette 813.044 il primo giorno, permettendo alle AKB48 di superare i B'z nella classifica degli artisti con il maggior numero di singoli venduti in Giappone.

### 2016-2018:ThumbnaileBokutachi wa, ano hi no yoake o shitteiru
Nel 2016 uscirono i singoli Kimi wa melody, l'ultimo singolo di Minami Takahashi con il gruppo, e Tsubasa wa iranai, avente come center per la prima volta Mion Mukaichi. Quest'ultimo risultò essere il singolo giapponese di maggior successo del 2016 in termini di vendite, e fino a quel momento il singolo maggior successo commerciale del gruppo, con oltre 2,5 milioni di copie vendute.
L'8ª edizione delle elezioni, svoltasi il 18 giugno a Niigata, vide trionfare nuovamente Rino Sashihara, già vincitrice delle edizioni 2013 e 2015. Seguì il singolo Love Trip/Shiawase o wakenasai, pubblicato il 31 agosto. Nel frattempo la taiwanese Ma Chia-ling era entrata a far parte del gruppo come kenkyūsei, diventando il primo membro non giapponese nella storia delle AKB48.
Il 25 gennaio 2017 il gruppo pubblicò l'ottavo album in studio, dal titolo Thumbnail. Il disco conteneva tra gli altri i brani Get You!, nato da una collaborazione tra Rino Sashihara e le Morning Musume, e Ayamachi, un duetto tra Sayaka Yamamoto e Jun'ichi Inagaki. I successivi singoli High Tension e Shoot Sign rappresentarono, rispettivamente, l'ultima partecipazione con il gruppo di Haruka Shimazaki e Haruna Kojima, che lasciarono le AKB48 tra la fine del 2016 e la prima metà del 2017. Nel maggio 2017 uscì il singolo Negaigoto no mochigusare, mentre nelle elezioni annuali Rino Sashihara mantenne il titolo di idol più votata, aggiudicandosi il ruolo di center per il singolo Hashtag sukinanda, pubblicato nell'agosto dello stesso anno.
Mayu Watanabe lasciò le AKB48 a fine 2017, occupando la posizione di center per l'ultima volta nel singolo 11gatsu no anklet. All'inizio del 2018 venne pubblicato il nono album del gruppo, dal titolo Bokutachi wa, ano hi no yoake o shitteiru, seguito dall'uscita dei singoli Jābāja e Teacher Teacher, i quali videro nella posizione di center per la prima volta rispettivamente Nana Okada e Yui Oguri. Con oltre 3 milioni di copie vendute, Teacher Teacher divenne il singolo più venduto delle AKB48 in assoluto. Le successive elezioni vennero vinte per la prima volta da Jurina Matsui, che assunse la posizione di center per il singolo Sentimental Train. In giugno, trentanove membri delle AKB48 e dei progetti gemelli parteciparono al talent show sudcoreano Produce 48; Sakura Miyawaki, Hitomi Honda e Nako Yabuki si classificarono tra le dodici finaliste ed entrarono a far parte delle Iz One. No Way Man fu il loro ultimo singolo con le AKB48, prima di dedicarsi per due anni e mezzo al nuovo gruppo.

## Stile musicale
Lo stile musicale delle AKB48 presenta particolarità tipiche del j-pop e del bubblegum pop, ed è caratterizzato da melodie molto orecchiabili, ritornelli cantati all'unisono e testi talvolta provocanti. Durante le esibizioni dal vivo i brani sono accompagnati da coreografie in sincrono semplici e vivaci.

## Formazione
A maggio 2020 il gruppo era formato da 106 membri, divisi in diversi team: Team A composto da 19 ragazze, Team K da 19, Team B da 21, Team 4 da 23 e Team 8 da 46. Il gruppo comprende inoltre un programma speciale chiamato Kenkyūsei, composto attualmente da 8 ragazze che si allenano per diventare, un giorno, membri ufficiali del gruppo. In occasione del rimescolamento dei team durante il concerto al Tokyo Dome del 24 agosto 2012, Minami Takahashi è stata nominata general manager (総監督?, sōkantoku) delle AKB48 e di tutti i "sister group".
Accanto al nome, alla data e al luogo di nascita è indicata la posizione nelle varie elezioni generali di ciascun membro. Una casella grigia indica che il membro non faceva parte del gruppo o non ha partecipato alle elezioni. Una casella con il simbolo × indica che il membro non ha ricevuto abbastanza voti per entrare in classifica. Il Team A viene identificato con il colore rosa, il Team K con il verde, Il Team B con il celeste, il Team 4 con il giallo e il Team 8 con il blu.

### Team A
Rin Okabe è il capitano del Team A.
| Nome (kanji)                 | Data di nascita (età) | Luogo di nascita | Posizione nelle elezioni | Posizione nelle elezioni | Posizione nelle elezioni | Posizione nelle elezioni | Posizione nelle elezioni | Posizione nelle elezioni | Posizione nelle elezioni | Posizione nelle elezioni | Posizione nelle elezioni | Posizione nelle elezioni |
| Nome (kanji)                 | Data di nascita (età) | Luogo di nascita | 1                        | 2                        | 3                        | 4                        | 5                        | 6                        | 7                        | 8                        | 9                        | 10                       |
| ---------------------------- | --------------------- | ---------------- | ------------------------ | ------------------------ | ------------------------ | ------------------------ | ------------------------ | ------------------------ | ------------------------ | ------------------------ | ------------------------ | ------------------------ |
| Anna Iriyama (入山 杏奈?)    | 3 dicembre 1995       | Chiba            |                          | ×                        | ×                        | ×                        | 30                       | 20                       |                          | 18                       |                          |                          |
| Rin Okabe (岡部 麟?)         | 7 novembre 1996       | Ibaraki          |                          |                          |                          |                          |                          | ×                        | ×                        | ×                        | ×                        | 58                       |
| Hinano Okumoto (奥本 陽菜?)  | 9 ottobre 2003        | Hiroshima        |                          |                          |                          |                          |                          |                          |                          |                          |                          | ×                        |
| Yui Oguri (小栗 有以?)       | 26 dicembre 2001      | Tokyo            |                          |                          |                          |                          |                          | ×                        | ×                        | ×                        | 51                       | 25                       |
| Rena Katō (加藤 玲奈?)       | 10 luglio 1997        | Chiba            |                          |                          | ×                        | ×                        | ×                        | 32                       | 28                       | 26                       | 21                       | 36                       |
| Minami Satō (佐藤 美波?)     | 3 agosto 2003         | Kanagawa         |                          |                          |                          |                          |                          |                          |                          |                          | ×                        | ×                        |
| Miu Shitao (下尾 みう?)      | 3 aprile 2001         | Yamaguchi        |                          |                          |                          |                          |                          | ×                        | ×                        | ×                        | ×                        | ×                        |
| Ayana Shinozaki (篠崎 彩奈?) | 8 gennaio 1996        | Saitama          |                          |                          |                          | ×                        | ×                        | ×                        | 78                       | 94                       | 94                       | 94                       |
| Kurumi Suzuki (鈴木 くるみ?) | 2 settembre 2004      | Tokyo            |                          |                          |                          |                          |                          |                          |                          |                          | ×                        | ×                        |
| Manaka Taguchi (田口 愛佳?)  | 12 dicembre 2003      | Kanagawa         |                          |                          |                          |                          |                          |                          |                          |                          | ×                        | ×                        |
| Erii Chiba (千葉 恵里?)      | 27 ottobre 2003       | Kanagawa         |                          |                          |                          |                          |                          |                          |                          | ×                        | ×                        | ×                        |
| Rei Nishikawa (西川 怜?)     | 25 ottobre 2003       | Tokyo            |                          |                          |                          |                          |                          |                          |                          | ×                        | ×                        | ×                        |
| Ayaka Maeda (前田 彩佳?)     | 18 dicembre 2000      | Kanagawa         |                          |                          |                          |                          |                          |                          |                          |                          | ×                        | ×                        |
| Saki Michieda (道枝 咲?)     | 20 dicembre 2003      | Kanagawa         |                          |                          |                          |                          |                          |                          |                          |                          | ×                        | ×                        |
| Miho Miyazaki (宮崎 美穂?)   | 30 luglio 1993        | Tokyo            | 18                       | 21                       | 27                       | 38                       | ×                        | 78                       | ×                        | 78                       | ×                        | ×                        |
| Mion Mukaichi (向井地 美音?) | 29 gennaio 1998       | Saitama          |                          |                          |                          |                          |                          | ×                        | 44                       | 13                       | 17                       | 13                       |
| Suzuha Yamane (山根 涼羽?)   | 8 agosto 2000         | Hyōgo            |                          |                          |                          |                          |                          |                          |                          |                          | ×                        | ×                        |
| Yui Yokoyama (横山 由依?)    | 8 dicembre 1992       | Kyoto            |                          | ×                        | 19                       | 15                       | 13                       | 13                       | 10                       | 11                       | 7                        | 6                        |
| Karen Yoshida (吉田 華恋?)   | 27 agosto 2002        | Fukuoka          |                          |                          |                          |                          |                          |                          |                          | ×                        | ×                        | ×                        |

### Team K
Haruka Komiyama è il capitano del Team K.
| Nome (kanji)                     | Data di nascita (età) | Luogo di nascita | Posizione nelle elezioni | Posizione nelle elezioni | Posizione nelle elezioni | Posizione nelle elezioni | Posizione nelle elezioni | Posizione nelle elezioni | Posizione nelle elezioni | Posizione nelle elezioni | Posizione nelle elezioni | Posizione nelle elezioni |
| Nome (kanji)                     | Data di nascita (età) | Luogo di nascita | 1                        | 2                        | 3                        | 4                        | 5                        | 6                        | 7                        | 8                        | 9                        | 10                       |
| -------------------------------- | --------------------- | ---------------- | ------------------------ | ------------------------ | ------------------------ | ------------------------ | ------------------------ | ------------------------ | ------------------------ | ------------------------ | ------------------------ | ------------------------ |
| Manami Ichikawa (市川 愛美?)     | 26 agosto 1999        | Tokyo            |                          |                          |                          |                          |                          | ×                        | ×                        | ×                        | ×                        | 115                      |
| Rina Okada (岡田 梨奈?)          | 27 luglio 1999        | Saitama          |                          |                          |                          |                          |                          |                          |                          |                          |                          | ×                        |
| Erina Oda (小田 えりな?)         | 25 aprile 1997        | Kanagawa         |                          |                          |                          |                          |                          | ×                        | ×                        | ×                        | 92                       | 60                       |
| Narumi Kuranoo (倉野尾 成美?)    | 8 novembre 2000       | Kumamoto         |                          |                          |                          |                          |                          | ×                        | ×                        | 34                       | 30                       | 49                       |
| Ran Kobayashi (小林 蘭?)         | 7 ottobre 2003        | Osaka            |                          |                          |                          |                          |                          |                          |                          |                          |                          | ×                        |
| Haruka Komiyama (込山 榛香?)     | 12 settembre 1998     | Chiba            |                          |                          |                          |                          |                          | ×                        | ×                        | 21                       | 52                       | 52                       |
| Hinana Shimoguchi (下口 ひなな?) | 19 luglio 2001        | Chiba            |                          |                          |                          |                          |                          | ×                        | ×                        | ×                        | ×                        | ×                        |
| Ayami Nagatomo (長友 彩海?)      | 2 novembre 2000       | Kanagawa         |                          |                          |                          |                          |                          |                          |                          |                          | ×                        | ×                        |
| Haruna Hashimoto (橋本 陽菜?)    | 25 maggio 2000        | Toyama           |                          |                          |                          |                          |                          | ×                        | ×                        | ×                        | ×                        | 109                      |
| Yuki Harumoto (春本 ゆき?)       | 24 dicembre 1999      | Tokushima        |                          |                          |                          |                          |                          |                          |                          |                          |                          | ×                        |
| Ayaka Hidaritomo (左伴 彩佳?)    | 29 luglio 1998        | Yamanashi        |                          |                          |                          |                          |                          | ×                        | ×                        | ×                        | ×                        | ×                        |
| Minami Minegishi (峯岸 みなみ?)  | 15 novembre 1992      | Tokyo            | 16                       | 14                       | 15                       | 14                       | 18                       | 22                       | 19                       | 17                       | 19                       | 32                       |
| Orin Mutō (武藤 小麟?)           | 22 luglio 2000        | Tokyo            |                          |                          |                          |                          |                          |                          |                          |                          | 55                       | ×                        |
| Tomu Mutō (武藤 十夢?)           | 25 novembre 1994      | Tokyo            |                          |                          |                          | 49                       | 45                       | 24                       | 16                       | 10                       |                          | 7                        |
| Shinobu Mogi (茂木 忍?)          | 16 febbraio 1997      | Chiba            |                          |                          |                          | ×                        | ×                        | ×                        | 57                       | 47                       | 74                       | 101                      |
| Kana Yasuda (安田 叶?)           | 11 marzo 2002         | Saitama          |                          |                          |                          |                          |                          |                          |                          |                          | ×                        | ×                        |
| Kyōka Yamada (山田 杏華?)        | 3 novembre 2002       | Oita             |                          |                          |                          |                          |                          |                          |                          |                          | ×                        | ×                        |
| Ami Yumoto (湯本 亜美?)          | 3 ottobre 1997        | Saitama          |                          |                          |                          |                          |                          | ×                        | ×                        | ×                        | ×                        | ×                        |
| Yui Yokoyama (横山 結衣?)        | 22 febbraio 2001      | Aomori           |                          |                          |                          |                          |                          | ×                        | ×                        | ×                        | ×                        | ×                        |

### Team B
Saho Iwatate è il capitano del Team B.
| Nome (kanji)                     | Data di nascita (età) | Luogo di nascita | Posizione nelle elezioni | Posizione nelle elezioni | Posizione nelle elezioni | Posizione nelle elezioni | Posizione nelle elezioni | Posizione nelle elezioni | Posizione nelle elezioni | Posizione nelle elezioni | Posizione nelle elezioni | Posizione nelle elezioni |
| Nome (kanji)                     | Data di nascita (età) | Luogo di nascita | 1                        | 2                        | 3                        | 4                        | 5                        | 6                        | 7                        | 8                        | 9                        | 10                       |
| -------------------------------- | --------------------- | ---------------- | ------------------------ | ------------------------ | ------------------------ | ------------------------ | ------------------------ | ------------------------ | ------------------------ | ------------------------ | ------------------------ | ------------------------ |
| Saho Iwatate (岩立 沙穂?)        | 4 ottobre 1994        | Kanagawa         |                          |                          |                          | ×                        | ×                        | 66                       | ×                        | 51                       | 42                       | 22                       |
| Hitomi Ōtake (大竹 ひとみ?)      | 27 giugno 1999        | Chiba            |                          |                          |                          |                          |                          |                          |                          |                          |                          | ×                        |
| Maho Ōmori (大盛 真歩?)          | 5 dicembre 1999       | Ibaraki          |                          |                          |                          |                          |                          |                          |                          |                          |                          | ×                        |
| Shizuka Ōya (大家 志津香?)       | 28 dicembre 1991      | Fukuoka          | ×                        | ×                        | 29                       | 59                       | ×                        | ×                        | ×                        | 87                       | 98                       | 100                      |
| Hinako Okuhara (奥原 妃奈子?)    | 18 novembre 2003      | Kanagawa         |                          |                          |                          |                          |                          |                          |                          |                          |                          | ×                        |
| Yuki Kashiwagi (柏木 由紀?)      | 15 luglio 1991        | Kagoshima        | 9                        | 8                        | 3                        | 3                        | 4                        | 3                        | 2                        | 5                        |                          |                          |
| Misaki Kawahara (川原 美咲?)     | 3 aprile 2002         | Saga             |                          |                          |                          |                          |                          |                          |                          |                          |                          | ×                        |
| Saki Kitazawa (北澤 早紀?)       | 5 giugno 1997         | Aichi            |                          |                          |                          | ×                        | ×                        | ×                        | ×                        | ×                        | ×                        | ×                        |
| Satone Kubo (久保 怜音?)         | 20 novembre 2003      | Kanagawa         |                          |                          |                          |                          |                          |                          |                          | ×                        | 47                       | 75                       |
| Haruna Saitō (齋藤 陽菜?)        | 24 maggio 2004        | Tochigi          |                          |                          |                          |                          |                          |                          |                          |                          |                          | ×                        |
| Yukari Sasaki (佐々木 優佳里?)   | 28 agosto 1995        | Saitama          |                          |                          |                          | ×                        | ×                        | 47                       | 50                       | 38                       | 43                       | 44                       |
| Akari Satō (佐藤 朱?)            | 9 novembre 1996       | Miyagi           |                          |                          |                          |                          |                          | ×                        | ×                        | ×                        | ×                        | 118                      |
| Maria Shimizu (清水 麻璃亜?)     | 29 settembre 1997     | Gunma            |                          |                          |                          |                          |                          | ×                        | ×                        | ×                        | ×                        | ×                        |
| Kayoko Takita (田北 香世子?)     | 13 febbraio 1997      | Chiba            |                          |                          |                          |                          |                          | ×                        | ×                        | ×                        | ×                        | ×                        |
| Megu Taniguchi (谷口 めぐ?)      | 12 maggio 1995        | Tokyo            |                          |                          |                          |                          |                          |                          | ×                        | 69                       | 45                       | 33                       |
| Chiyori Nakanishi (中西 智代梨?) | 4 ottobre 1994        | Fukuoka          |                          |                          |                          | ×                        | ×                        | ×                        | ×                        | 91                       | ×                        | ×                        |
| Yūna Hattori (服部 有菜?)        | 30 marzo 2001         | Gifu             |                          |                          |                          |                          |                          |                          | ×                        | ×                        | ×                        | ×                        |
| Seina Fukuoka (福岡 聖菜?)       | 1º agosto 2000        | Kanagawa         |                          |                          |                          |                          |                          | ×                        | ×                        | 97                       | 32                       | 31                       |
| Hitomi Honda (本田 仁美?)        | 6 ottobre 2001        | Tochigi          |                          |                          |                          |                          |                          | ×                        | ×                        | ×                        | ×                        | 82                       |
| Ayu Yamabe (山邊 歩夢?)          | 3 febbraio 2002       | Chiba            |                          |                          |                          |                          |                          |                          |                          | ×                        | ×                        | ×                        |
| Ruka Yamamoto (山本 瑠香?)       | 10 ottobre 2000       | Wakayama         |                          |                          |                          |                          |                          | ×                        | ×                        | ×                        | ×                        | ×                        |
| Nanase Yoshikawa (吉川 七瀬?)    | 21 luglio 1998        | Chiba            |                          |                          |                          |                          |                          | ×                        | ×                        | ×                        | ×                        | ×                        |

### Team 4
Yuiri Murayama è il capitano del Team 4.
| Nome (kanji)                  | Data di nascita (età) | Luogo di nascita | Posizione nelle elezioni | Posizione nelle elezioni | Posizione nelle elezioni | Posizione nelle elezioni | Posizione nelle elezioni | Posizione nelle elezioni | Posizione nelle elezioni | Posizione nelle elezioni | Posizione nelle elezioni | Posizione nelle elezioni |
| Nome (kanji)                  | Data di nascita (età) | Luogo di nascita | 1                        | 2                        | 3                        | 4                        | 5                        | 6                        | 7                        | 8                        | 9                        | 10                       |
| ----------------------------- | --------------------- | ---------------- | ------------------------ | ------------------------ | ------------------------ | ------------------------ | ------------------------ | ------------------------ | ------------------------ | ------------------------ | ------------------------ | ------------------------ |
| Nanami Asai (浅井 七海?)      | 20 maggio 2000        | Kanagawa         |                          |                          |                          |                          |                          |                          |                          |                          | ×                        | ×                        |
| Kaori Inagaki (稲垣 香織?)    | 31 ottobre 1997       | Okayama          |                          |                          |                          |                          |                          |                          |                          |                          | ×                        | ×                        |
| Hatsuka Utada (歌田 初夏?)    | 8 luglio 2002         | Aichi            |                          |                          |                          |                          |                          |                          |                          |                          | ×                        | ×                        |
| Momoka Ōnishi (大西 桃香?)    | 4 ottobre 1994        | Nara             |                          |                          |                          |                          |                          | ×                        | ×                        | ×                        | ×                        | 38                       |
| Miyū Ōmori (大森 美優?)       | 3 settembre 1998      | Kanagawa         |                          |                          |                          | ×                        | ×                        | ×                        | 67                       | 73                       | 75                       | 88                       |
| Nana Okada (岡田 奈々?)       | 7 novembre 1997       | Kanagawa         |                          |                          |                          |                          | ×                        | 51                       | 29                       | 14                       | 9                        | 5                        |
| Saya Kawamoto (川本 紗矢?)    | 31 agosto 1998        | Hokkaido         |                          |                          |                          |                          |                          | ×                        | ×                        | 27                       | 29                       | 41                       |
| Yurina Gyōten (行天 優莉奈?)  | 14 marzo 1999         | Kagawa           |                          |                          |                          |                          |                          | ×                        | ×                        | ×                        | ×                        | ×                        |
| Haruka Kurosu (黒須 遥香?)    | 28 febbraio 2001      | Saitama          |                          |                          |                          |                          |                          |                          |                          |                          | ×                        | ×                        |
| Nagisa Sakaguchi (坂口 渚沙?) | 23 dicembre 2000      | Hokkaidō         |                          |                          |                          |                          |                          | ×                        | ×                        | 70                       | 69                       | 47                       |
| Kiara Satō (佐藤 妃星?)       | 11 agosto 2000        | Chiba            |                          |                          |                          |                          |                          | ×                        | ×                        | ×                        | ×                        | ×                        |
| Kaoru Takaoka (高岡 薫?)      | 29 novembre 2000      | Ehime            |                          |                          |                          |                          |                          | ×                        | ×                        | ×                        | ×                        | ×                        |
| Ayane Takahashi (高橋 彩音?)  | 30 dicembre 1997      | Saitama          |                          |                          |                          |                          |                          | ×                        | ×                        | ×                        | ×                        | ×                        |
| Sayaka Takahashi (髙橋 彩香?) | 22 novembre 2001      | Nagano           |                          |                          |                          |                          |                          |                          |                          |                          | ×                        | ×                        |
| Kyōka Tada (多田 京加?)       | 19 agosto 1999        | Fukui            |                          |                          |                          |                          |                          |                          |                          |                          |                          | ×                        |
| Makiho Tatsuya (達家 真姫宝?) | 19 ottobre 2001       | Tokyo            |                          |                          |                          |                          |                          | ×                        | ×                        | ×                        | ×                        | ×                        |
| Serika Nagano (永野 芹佳?)    | 27 marzo 2001         | Osaka            |                          |                          |                          |                          |                          | ×                        | ×                        | ×                        | 67                       | 104                      |
| Sayuna Hama (濵 咲友菜?)      | 20 agosto 2001        | Shiga            |                          |                          |                          |                          |                          | ×                        | ×                        | ×                        | ×                        | ×                        |
| Hikaru Hirano (平野 ひかる?)  | 29 gennaio 2003       | Ishikawa         |                          |                          |                          |                          |                          |                          |                          |                          | ×                        | ×                        |
| Chia-Ling Ma (馬 嘉伶?)       | 21 dicembre 1996      | Kaohsiung        |                          |                          |                          |                          |                          |                          |                          | ×                        | ×                        | 97                       |
| Rira Miyazato (宮里 莉羅?)    | 30 marzo 2002         | Okinawa          |                          |                          |                          |                          |                          | ×                        | ×                        | ×                        | ×                        | ×                        |
| Yuiri Murayama (村山 彩希?)   | 15 giugno 1997        | Kanagawa         |                          |                          |                          | ×                        | ×                        | ×                        |                          |                          |                          |                          |
| Mizuki Yamauchi (山内 瑞葵?)  | 20 settembre 2001     | Tokyo            |                          |                          |                          |                          |                          |                          |                          |                          | ×                        | 92                       |

### Team 8
| Nome (kanji)                     | Data di nascita (età) | Luogo di nascita | Posizione nelle elezioni | Posizione nelle elezioni | Posizione nelle elezioni | Posizione nelle elezioni | Posizione nelle elezioni | Posizione nelle elezioni | Posizione nelle elezioni | Posizione nelle elezioni | Posizione nelle elezioni | Posizione nelle elezioni |
| Nome (kanji)                     | Data di nascita (età) | Luogo di nascita | 1                        | 2                        | 3                        | 4                        | 5                        | 6                        | 7                        | 8                        | 9                        | 10                       |
| -------------------------------- | --------------------- | ---------------- | ------------------------ | ------------------------ | ------------------------ | ------------------------ | ------------------------ | ------------------------ | ------------------------ | ------------------------ | ------------------------ | ------------------------ |
| Nagisa Sakaguchi (坂口 渚沙?)    | 23 dicembre 2000      | Hokkaidō         |                          |                          |                          |                          |                          | ×                        | ×                        | 70                       | 69                       | 47                       |
| Yui Yokoyama (横山 結衣?)        | 22 febbraio 2001      | Aomori           |                          |                          |                          |                          |                          | ×                        | ×                        | ×                        | ×                        | ×                        |
| Riru Nunoya (布谷 梨琉?)         | 14 febbraio 2003      | Akita            |                          |                          |                          |                          |                          |                          |                          |                          |                          |                          |
| Miyū Inoue (井上 美優?)          | 9 settembre 2001      | Iwate            |                          |                          |                          |                          |                          |                          |                          |                          |                          |                          |
| Mashiro Mitomo (御供 茉白?)      | 25 novembre 2005      | Yamagata         |                          |                          |                          |                          |                          |                          |                          |                          |                          |                          |
| Akari Satō (佐藤 朱?)            | 9 novembre 1996       | Miyagi           |                          |                          |                          |                          |                          | ×                        | ×                        | ×                        | ×                        | 118                      |
| Momoka Hasegawa (長谷川 百々花?) | 14 dicembre 2006      | Fukushima        |                          |                          |                          |                          |                          |                          |                          |                          |                          |                          |
| Rin Okabe (岡部 麟?)             | 7 novembre 1996       | Ibaraki          |                          |                          |                          |                          |                          | ×                        | ×                        | ×                        | ×                        | 58                       |
| Hitomi Honda (本田 仁美?)        | 6 ottobre 2001        | Tochigi          |                          |                          |                          |                          |                          | ×                        | ×                        | ×                        | ×                        | 82                       |
| Maria Shimizu (清水 麻璃亜?)     | 29 settembre 1997     | Gunma            |                          |                          |                          |                          |                          | ×                        | ×                        | ×                        | ×                        | ×                        |
| Ayane Takahashi (高橋 彩音?)     | 30 dicembre 1997      | Saitama          |                          |                          |                          |                          |                          | ×                        | ×                        | ×                        | ×                        | ×                        |
| Nanase Yoshikawa (吉川 七瀬?)    | 21 luglio 1998        | Chiba            |                          |                          |                          |                          |                          | ×                        | ×                        | ×                        | ×                        | ×                        |
| Yui Oguri (小栗 有以?)           | 26 dicembre 2001      | Tokyo            |                          |                          |                          |                          |                          | ×                        | ×                        | ×                        | 51                       | 25                       |
| Erina Oda (小田 えりな?)         | 25 aprile 1997        | Kanagawa         |                          |                          |                          |                          |                          | ×                        | ×                        | ×                        | 92                       | 60                       |
| Karin Shiobara (塩原 香凛?)      | 27 marzo 2005         | Niigata          |                          |                          |                          |                          |                          |                          |                          |                          |                          |                          |
| Ayaka Hidaritomo (左伴 彩佳?)    | 29 luglio 1998        | Yamanashi        |                          |                          |                          |                          |                          | ×                        | ×                        | ×                        | ×                        | ×                        |
| Hatsuka Utada (歌田 初夏?)       | 8 luglio 2002         | Aichi            |                          |                          |                          |                          |                          |                          |                          |                          | ×                        | ×                        |
| Yūka Suzuki (鈴木 優香?)         | 15 agosto 2000        | Shizuoka         |                          |                          |                          |                          |                          |                          |                          |                          |                          |                          |
| Yūna Hattori (服部 有菜?)        | 30 marzo 2001         | Gifu             |                          |                          |                          |                          |                          |                          | ×                        | ×                        | ×                        | ×                        |
| Miku Matsumura (松村 美紅?)      | 7 febbraio 2004       | Mie              |                          |                          |                          |                          |                          |                          |                          |                          |                          |                          |
| Haruna Hashimoto (橋本 陽菜?)    | 25 maggio 2000        | Toyama           |                          |                          |                          |                          |                          | ×                        | ×                        | ×                        | ×                        | 109                      |
| Hiyuka Sakagawa (坂川 陽香?)     | 7 ottobre 2006        | Fukui            |                          |                          |                          |                          |                          |                          |                          |                          |                          |                          |
| Hikaru Hirano (平野 ひかる?)     | 29 gennaio 2003       | Ishikawa         |                          |                          |                          |                          |                          |                          |                          |                          | ×                        | ×                        |
| Sayaka Takahashi (髙橋 彩香?)    | 22 novembre 2001      | Nagano           |                          |                          |                          |                          |                          |                          |                          |                          | ×                        | ×                        |
| Serika Nagano (永野 芹佳?)       | 27 marzo 2001         | Osaka            |                          |                          |                          |                          |                          | ×                        | ×                        | ×                        | 67                       | 104                      |
| Mitsuho Fukutome (福留 光帆?)    | 22 ottobre 2003       | Hyōgo            |                          |                          |                          |                          |                          |                          |                          |                          |                          |                          |
| Ruka Yamamoto (山本 瑠香?)       | 10 ottobre 2000       | Wakayama         |                          |                          |                          |                          |                          | ×                        | ×                        | ×                        | ×                        | ×                        |
| Momoka Ōnishi (大西 桃香?)       | 4 ottobre 1994        | Nara             |                          |                          |                          |                          |                          | ×                        | ×                        | ×                        | ×                        | 38                       |
| Sayuna Hama (濵 咲友菜?)         | 20 agosto 2001        | Shiga            |                          |                          |                          |                          |                          | ×                        | ×                        | ×                        | ×                        | ×                        |
| Remi Tokunaga (徳永 羚海?)       | 1º ottobre 2006       | Tottori          |                          |                          |                          |                          |                          |                          |                          |                          |                          |                          |
| Hinako Okuhara (奥原 妃奈子?)    | 18 novembre 2003      | Kanagawa         |                          |                          |                          |                          |                          |                          |                          |                          |                          | ×                        |
| Yukina Kamachi (蒲地 志奈?)      | 22 gennaio 2000       | Okayama          |                          |                          |                          |                          |                          |                          |                          |                          |                          |                          |
| Hinano Okumoto (奥本 陽菜?)      | 9 ottobre 2003        | Hiroshima        |                          |                          |                          |                          |                          |                          |                          |                          |                          | ×                        |
| Miu Shitao (下尾 みう?)          | 3 aprile 2001         | Yamaguchi        |                          |                          |                          |                          |                          | ×                        | ×                        | ×                        | ×                        | ×                        |
| Yuki Harumoto (春本 ゆき?)       | 24 dicembre 1999      | Tokushima        |                          |                          |                          |                          |                          |                          |                          |                          |                          | ×                        |
| Yurina Gyōten (行天 優莉奈?)     | 14 marzo 1999         | Kagawa           |                          |                          |                          |                          |                          | ×                        | ×                        | ×                        | ×                        | ×                        |
| Kaoru Takaoka (高岡 薫?)         | 29 novembre 2000      | Ehime            |                          |                          |                          |                          |                          | ×                        | ×                        | ×                        | ×                        | ×                        |
| Airi Rissen (立仙 愛理?)         | 18 marzo 1999         | Kochi            |                          |                          |                          |                          |                          |                          |                          |                          |                          |                          |
| Karen Yoshida (吉田 華恋?)       | 27 agosto 2002        | Fukuoka          |                          |                          |                          |                          |                          |                          |                          | ×                        | ×                        | ×                        |
| Misaki Kawahara (川原 美咲?)     | 3 aprile 2002         | Saga             |                          |                          |                          |                          |                          |                          |                          |                          |                          | ×                        |
| Mizuki Onoue (尾上 美月?)        | 22 maggio 2000        | Nagasaki         |                          |                          |                          |                          |                          |                          |                          |                          |                          |                          |
| Narumi Kuranoo (倉野尾 成美?)    | 8 novembre 2000       | Kumamoto         |                          |                          |                          |                          |                          | ×                        | ×                        | 34                       | 30                       | 49                       |
| Kyōka Yamada (山田 杏華?)        | 3 novembre 2002       | Oita             |                          |                          |                          |                          |                          |                          |                          |                          | ×                        | ×                        |
| Sorano Uemi (上見 天乃?)         | 15 luglio 2001        | Miyazaki         |                          |                          |                          |                          |                          |                          |                          |                          |                          |                          |
| Rei Fujizono (藤園 麗?)          | 18 gennaio 2005       | Kagoshima        |                          |                          |                          |                          |                          |                          |                          |                          |                          |                          |
| Rira Miyazato (宮里 莉羅?)       | 30 marzo 2002         | Okinawa          |                          |                          |                          |                          |                          | ×                        | ×                        | ×                        | ×                        | ×                        |

## Mercato legato alle AKB48

### Discografia
- 2008 - Set List: Greatest Songs 2006–2007
- 2010 - Kamikyokutachi
- 2010 - Set List: Greatest Songs Kanzenban
- 2011 - Koko ni ita koto
- 2012 - 1830m
- 2014 - Tsugi no ashiato
- 2015 - Koko ga Rhodes da, koko de tobe!
- 2017 - Thumbnail

### Videogiochi
- AKB1/48: Idol to Koishitara... (2010)
- AKB1/48: Idol to Guam de Koishitara (2011)

### Anime e manga
- AKB49: Ren'ai Kinshi Jōrei (manga)
- AKB0048 (anime)
- AKB48 satsujin jiken (manga)
- Nukko.(anime)[173]

## Riconoscimenti
| Anno | Premio                       | Categoria                        | Nominato                | Risultato       |
| ---- | ---------------------------- | -------------------------------- | ----------------------- | --------------- |
| 2011 | 53rd Japan Record Awards     | Grand Prix                       | Flying Get              | Vincitore/trice |
| 2011 | Billboard Japan Music Awards | Artist of the Year               |                         | Vincitore/trice |
| 2011 | Billboard Japan Music Awards | Top Pop Artists                  |                         | Vincitore/trice |
| 2011 | Billboard Japan Music Awards | Hot 100 of the Year              | Everyday, Katyusha      | Vincitore/trice |
| 2011 | Billboard Japan Music Awards | Hot 100 Single Sales of the Year | Everyday, Katyusha      | Vincitore/trice |
| 2012 | 14th Mnet Asian Music Awards | Best Asian Artist Japan          | Uza                     | Vincitore/trice |
| 2012 | Billboard Japan Music Awards | Artist of the Year               |                         | Vincitore/trice |
| 2012 | Billboard Japan Music Awards | Top Pop Artists                  |                         | Vincitore/trice |
| 2012 | Billboard Japan Music Awards | Hot 100 of the Year              | Manatsu no Sounds Good! | Vincitore/trice |
| 2012 | Billboard Japan Music Awards | Hot 100 Single Sales of the Year | Manatsu no Sounds Good! | Vincitore/trice |
| 2012 | 54th Japan Record Awards     | Grand Prix                       | Manatsu no Sounds Good! | Vincitore/trice |